# برای ساشا
برای ساشا (به فرانسوی: Pour Sacha) فیلمی محصول سال ۱۹۹۱ و به کارگردانی الکساندر آرکادی است. در این فیلم بازیگرانی همچون سوفی مارسو، ژرار دارمون، آیلت زورر، ریشار بری، امانوئل ریوا و یائیل ابکاسیس ایفای نقش کرده‌اند.